# Hypertext Editing System
Hypertext Editing System, (HES), var et tidligt hypertekst forskningsprojekt, udført ved Brown University i 1967 af Andries van Dam, Ted Nelson og en række studerende. HES var et pionerarbejde med hypertekst, der organiserede data i to hovedtyper: links og (branching?) tekst.
HES blev afviklet på en IBM System/360/50 mainframe computer, der ikke var særlig effektiv til at afvikle et så revolutionerende system. Selv om HES var forløber for mange moderne hypertekstkoncepter, var hovedvægten lagt på tekstformattering og udskrivning. HES blev finansieret af IBM, men udviklingen blev standset i 1969. Programmet blev anvendt af NASA's Houston Manned Spacecraft Center til dokumentation af Apollo programmet. HES blev opgivet og erstatttet FRESS (File Retrieval and Editing System).